# Ribes cuneifolium
Ribes cuneifolium là một loài thực vật có hoa trong họ Grossulariaceae. Loài này được Ruiz & Pav. miêu tả khoa học đầu tiên năm 1802.